# صرفة اودان الدخن (حزم العدين)

تعديل مصدري - تعديل

صرفة اودان الدخن محلة تابعة لقرية ذي نشمة، التابعة لعزلة بني سليمان بمديرية حزم العدين إحدى مديريات محافظة إب في الجمهورية اليمنية، بلغ تعداد سكانها 90 حسب تعداد اليمن لعام 2004.